# Brookesia tristis
Brookesia tristis – endemiczny gatunek gada z rodziny kameleonowatych (Chamaeleonidae) występujący na Madagaskarze. Został odkryty w 2004 roku i formalnie opisany w lutym 2012. Jest jednym z najmniejszych znanych gatunków kameleona.

## Historia odkrycia i badań
Holotyp B. tristis (dorosły samiec) został złapany 23 lutego 2004 roku przez zespół Frank Glaw, M. Puente i A. Razafimanantsoa w skalistym masywie Montagne des Français, w prowincji Antsiranana położonej w północnej części Madagaskaru. Siedlisko zostało odkryte na wysokości około 150 m n.p.m. Gatunek został opisany w lutym 2012 roku na łamach „PLoS ONE”. Epitet gatunkowy pochodzi od łacińskiego tristis znaczącego „smutny”. Oznaczenie nawiązuje do poważnego zagrożenia istnienia gatunku, który mimo faktu obejmowania terenu siedliska formalną ochroną rezerwatową, podlega znacznej presji człowieka na środowisko.

## Morfologia
B. tristis należy do najmniejszych kameleonów i jest blisko spokrewniony z innymi gatunkami rodzaju Brookesia występującymi na Madagaskarze. Łączna długość ciała samca schwytanego w 2004 roku wynosiła 31,3 mm (ogon 13,1 mm, a tułów z głową 18,2 mm). Wybarwienie żywych okazów jest beżowe lub brązowe.
| Część ciała               | Przedział wymiarów samców | Przedział wymiarów samic |
| ------------------------- | ------------------------- | ------------------------ |
| łączna długość ciała (mm) | 30,7–31,3                 | 30,7–36,5                |
| tułów z głową (mm)        | 25,0–26,7                 | 18,0–23,8                |
| ogon (mm)                 | 12,7–13,1                 | 11,2–14,0                |
| rozstaw oczu (mm)         | 2,1                       | 1,8–2,5                  |

Wszystkie schwytane okazy zostały znalezione nocą na małych gałęziach znajdujących się na wysokości 5–20 cm nad ziemią.